# Distretto di Wyszków
Il distretto di Wyszków (in polacco powiat wyszkowski) è un distretto polacco appartenente al voivodato della Masovia.

## Geografia antropica

### Suddivisioni amministrative
Il distretto comprende 6 comuni.
- Comuni urbano-rurali: Wyszków
- Comuni rurali: Brańszczyk, Długosiodło, Rząśnik, Somianka, Zabrodzie